# Park Jong-jin (cầu thủ bóng đá, sinh 1987)
Đây là một tên người Triều Tiên, họ là Park.
Park Jong-Jin (sinh ngày 24 tháng 6 năm 1987) là một cầu thủ bóng đá Hàn Quốc thi đấu cho Incheon United FC ở vị trí tiền vệ.

## Sự nghiệp

### Sự nghiệp câu lạc bộ
Anh gia nhập JEF United Chiba năm 2007.
Năm 2009, anh chuyển đến đội bóng tại K-League Gangwon FC và có 23 lần ra sân.
Ngày 12 tháng 7 năm 2010, anh chuyển đến Suwon Samsung Bluewings.

### Sự nghiệp quốc tế
Anh là một tiền vệ của đội tuyển U-20 quốc gia Hàn Quốc thi đấu tại Giải vô địch bóng đá trẻ thế giới 2005 và Giải vô địch bóng đá U-20 thế giới 2007.

## Thống kê câu lạc bộ
Tính đến 25 tháng 7 năm 2012
| Thành tích câu lạc bộ | Thành tích câu lạc bộ | Thành tích câu lạc bộ | Giải vô địch | Giải vô địch | Cúp                   | Cúp                   | Cúp Liên đoàn                  | Cúp Liên đoàn                  | Châu lục | Châu lục  | Tổng cộng | Tổng cộng |
| Mùa giải              | Câu lạc bộ            | Giải vô địch          | Số trận      | Bàn thắng    | Số trận               | Bàn thắng             | Số trận                        | Bàn thắng                      | Số trận  | Bàn thắng | Số trận   | Bàn thắng |
| Nhật Bản              | Nhật Bản              | Nhật Bản              | Giải vô địch | Giải vô địch | Cúp Hoàng đế Nhật Bản | Cúp Hoàng đế Nhật Bản | J.League Cup                   | J.League Cup                   | Châu Á   | Châu Á    | Tổng cộng | Tổng cộng |
| --------------------- | --------------------- | --------------------- | ------------ | ------------ | --------------------- | --------------------- | ------------------------------ | ------------------------------ | -------- | --------- | --------- | --------- |
| 2007                  | JEF United Chiba      | J1 League             | 10           | 0            | 0                     | 0                     | 6                              | 0                              | -        | -         | 16        | 0         |
| 2008                  | JEF Dự bị             | Football League       | 8            | 0            | 0                     | 0                     | -                              | -                              | -        | -         | 8         | 0         |
| 2008                  | Mito HollyHock        | J2 League             | 9            | 0            | 1                     | 0                     | -                              | -                              | -        | -         | 10        | 0         |
| Hàn Quốc              | Hàn Quốc              | Hàn Quốc              | Giải vô địch | Giải vô địch | Cúp FA                | Cúp FA                | Cúp Liên đoàn bóng đá Hàn Quốc | Cúp Liên đoàn bóng đá Hàn Quốc | Châu Á   | Châu Á    | Tổng cộng | Tổng cộng |
| 2009                  | Gangwon FC            | K League 1            | 23           | 0            | 2                     | 0                     | 3                              | 1                              | -        | -         | 28        | 1         |
| 2010                  | Gangwon FC            | K League 1            | 4            | 0            | 0                     | 0                     | 0                              | 0                              | -        | -         | 4         | 0         |
| 2010                  | Suwon Bluewings       | K League 1            | 11           | 0            | 1                     | 0                     | 1                              | 0                              | 0        | 0         | 13        | 0         |
| 2011                  | Suwon Bluewings       | K League 1            | 20           | 1            | 4                     | 1                     | 1                              | 0                              | 9        | 0         | 34        | 2         |
| 2012                  | Suwon Bluewings       | K League 1            | 13           | 1            | 1                     | 0                     | -                              | -                              | -        | -         | 14        | 1         |
| Quốc gia              | Nhật Bản              | Nhật Bản              | 27           | 0            | 1                     | 0                     | 6                              | 0                              | -        | -         | 34        | 0         |
| Quốc gia              | Hàn Quốc              | Hàn Quốc              | 71           | 2            | 8                     | 1                     | 5                              | 1                              | 9        | 0         | 93        | 4         |
| Tổng                  | Tổng                  | Tổng                  | 98           | 2            | 9                     | 1                     | 11                             | 1                              | 9        | 0         | 127       | 4         |